# 荷蘭開放式望遠鏡

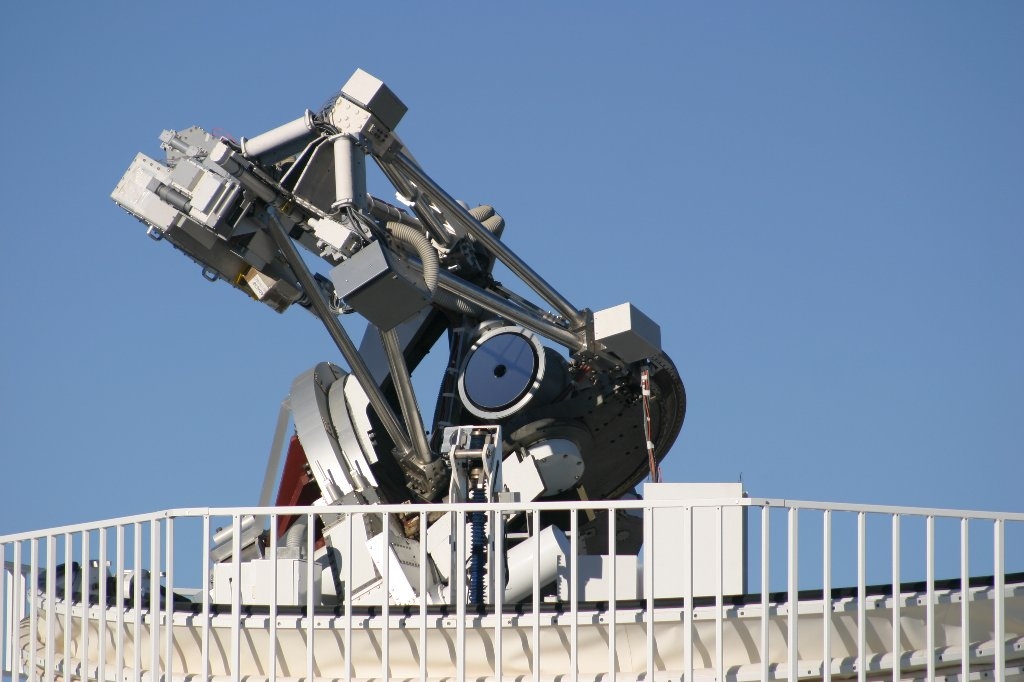
荷蘭開放式望遠鏡的主鏡。

荷蘭開放式望遠鏡(DOT)座落在西班牙拉帕尔马岛的穆查丘斯罗克天文台 (鄰近瑞典的1米太陽望遠鏡)，是一架主鏡口徑45公分的光學望遠鏡。為了進一步優化影像，荷蘭開放式望遠鏡使用了影像去斑點的技術，解析力可以持續維持在0.2弧秒。它的成就之一是在2004年的金星凌日錄製了可以觀賞的影片，影片在網路上的位置是 DOT website （页面存档备份，存于）.

## 照相機
荷蘭開放式望遠鏡有6部照相機，每部有不同的濾波器，說明在DOT website （页面存档备份，存于）。這些濾波器可以同一時間使用，允許在不同的波長上擷取影像進行圖像的比較。此外，一些濾波器可以調諧，允許觀測者在這些點上擷取譜線的影像。

## 開放式結構

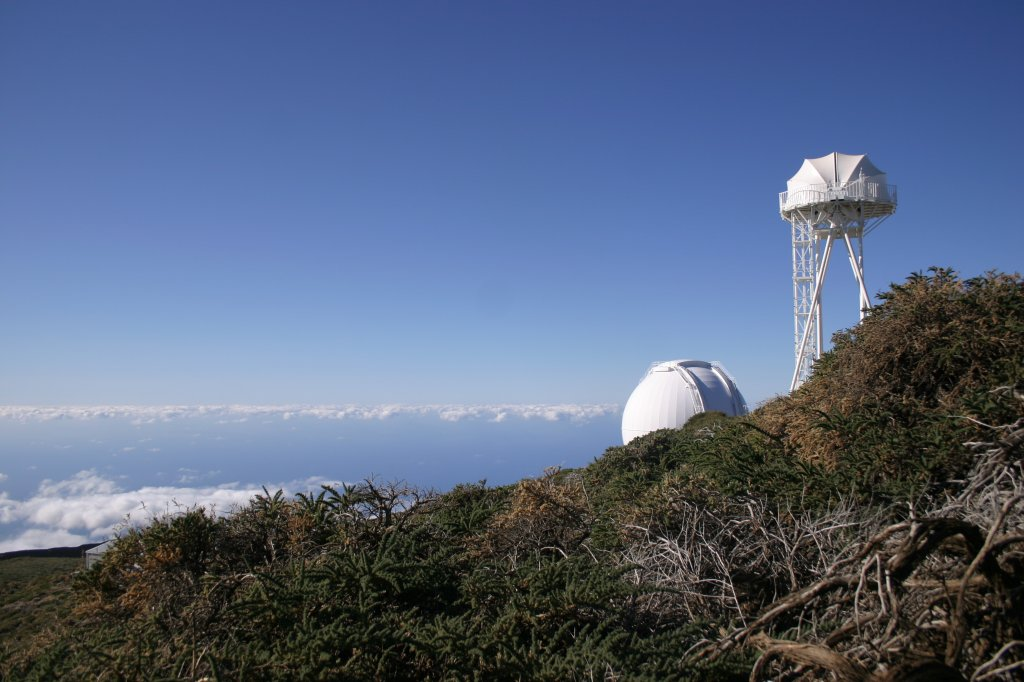
威廉·赫歇爾望遠鏡和荷蘭開放式望遠鏡。

DOT是一架開放式望遠鏡，這意味著物體在結構上是開放的，風可以從其中通過。因為風可以沿著鏡子的表面吹拂，空氣或多或少的有些溫度變化，這會影響視寧度的穩定。通常的望遠鏡在設計上會有來自地面的熱空氣 (這是由太陽的熱造成) 沿著塔上升，和導致不同溫度的空氣沿著塔下降的問題，這會降低影像的品質。這種開放結構的一個缺點是骨架已經非常僵化 (不要與混淆)，以防止結構在風中晃動。通常會有個堅固的塔照顧這些 (例如，如同瑞典太陽望遠鏡)，或是將望遠鏡放置在圓頂內。DOT沒有這樣做，因此是非常的僵化。望遠鏡的光學部分安裝在主鏡前方2米以防止影像模糊，照相機安裝的非常穩固，並且可以非常精確的做微米程度的調整。 

## 客製設計的屋頂

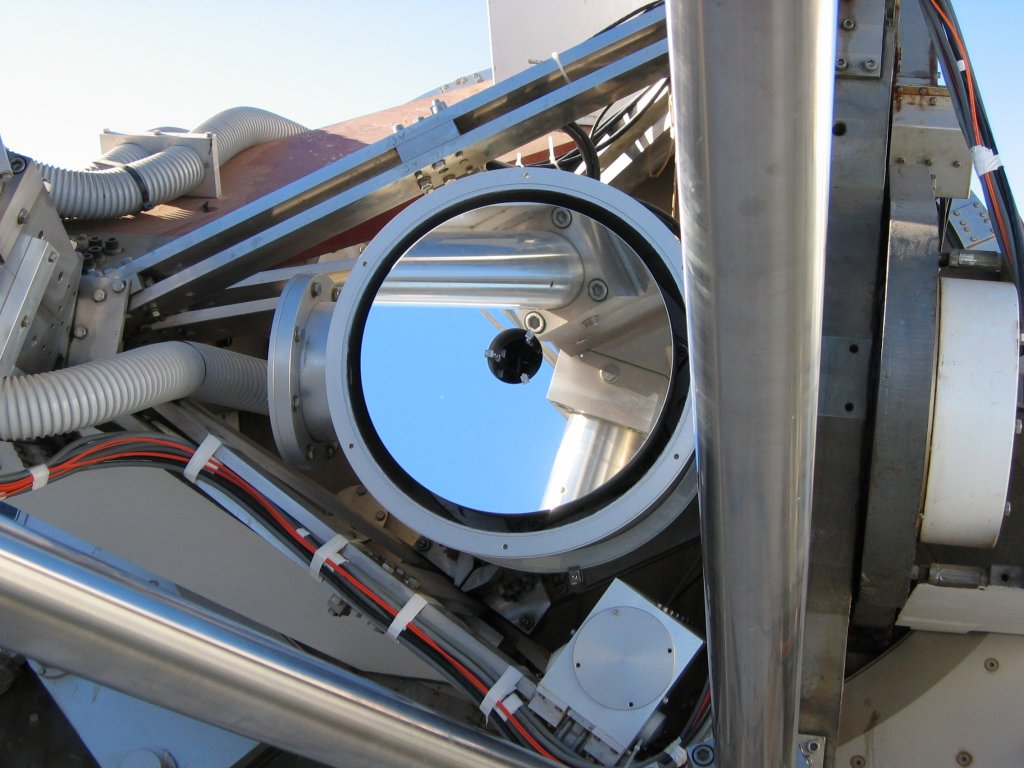
DOT主鏡的近照特寫。

另一種新功能的特點是由一種特殊的高分子纖維材料的屋頂，被拉伸後可以長時間維持其形狀而不會鬆弛掉。屋頂的一些部分在關閉時的形狀，始終維持在高張力的狀態下，所以它是很強韌的（即這些成馬鞍形的部分）。這種特殊蒙皮的原型和測試安裝都是在Poly-Ned 團隊的合作下完成的，他們有許多望遠鏡伸縮結構的覆蓋經驗。其它類似專案的例子有：特內里費島上的GREGOR 專案，高抗紫外線PVC塗層聚酯編織是這種結構的重點。在荷蘭當地稱之為紡織建築（Textielarchitecture）。

## 去除斑點
除斑演算法可以提高影像的品質，允許觀測者看到達到望遠鏡繞射極限的影像。
對要除斑的物體拍攝100張相同的影像（例如太陽的米粒組織），但每一個影像都有些微的時間差，會因為大氣層劇烈的變化而有所改變，但物體本身並沒有變化。然後通過統計資料和大量的計算（35部雙核心Xeon電腦群集）提高影像品質。在2005年的夏天之前，一天的觀測需要一個月的時間演算，但新的群集已經減少到只要一個晚上。

## 外部連結
- Dutch Open Telescope (DOT) on the internet
- DOT Database （页面存档备份，存于）, a compilation of DOT-images
- IAC website （页面存档备份，存于）, the research institute which operates the observatory
- Paper on the despeckle algorithm （页面存档备份，存于）